# Mauro Viale
Mauricio Goldfarb (Buenos Aires, 28 de agosto de 1947-Buenos Aires, 11 de abril de 2021) conocido por su seudónimo Mauro Viale, fue un presentador de televisión, periodista y locutor argentino de ascendencia judía. Desarrolló su carrera en diferentes medios, adquiriendo celebridad en la televisión. Comenzó en la especialidad deportiva y más tarde se dedicó al periodismo general y de espectáculos.

## Primeros años
Nació en 1947 y vivió su infancia en un conventillo de La Paternal. Sus padres habían emigrado de Polonia, escapando de la guerra. Su madre era ama de casa y su padre era zapatero, llegando a establecer una zapatería.

## Televisión
Comenzó en la década de 1970 en el periodismo deportivo como reportero y comentarista de los partidos de la Primera División de Argentina para Canal 7, luego llamado ATC. Entre sus anécdotas se recuerda la entrevista al boxeador Oscar Ringo Bonavena, para el programa Almuerzos deportivos, mientras mantenía una discusión con Raúl Gorosito en el gimnasio, previa a la pelea que ambos iban a disputar en noviembre de 1975.
Más tarde, en mayo de 1977, debutó como relator. En vísperas del Mundial de fútbol de 1978, disputado en Argentina, condujo el programa Con un pie en el Mundial. Los años 80 fueron sus consagratorios como relator, relatando el Mundial de fútbol de 1982, de 1986 y participando en el reconocido Fútbol de primera entre agosto de 1985 y junio de 1989.

### Fines de los 80 y década de 1990
Renunciado de este ciclo, incursionó en el periodismo general. Tras su participación en los noticieros de ATC Buenas noches país, en 1989, y Dos horas, en 1990, realizó entre 1991 y 1996 el programa periodístico La mañana, por el mismo canal, que por entonces era el único que transmitía en vivo en ese horario, complementado con otros programas vespertinos similares: Anochecer con Mauro Viale (1993 y 1995) y La tarde con Mauro Viale (1994).
El tratamiento dado por Viale a ciertos temas, como los casos policiales —que incluía dramatizaciones de los mismos— y los relacionados con gente marginal, era visto por muchos como sensacionalista y morboso, acusando al conductor de fomentar la llamada telebasura, aunque las críticas fueron aún más fuertes para con su siguiente producto.

### La polémica en la TV
En agosto de 1996, inauguró Mediodía con Mauro, primero por ATC y al año siguiente (1997) por América TV. Si bien nació como un periodístico, enseguida cambió a un formato de talk show, donde los invitados casi a diario discutían y peleaban en el aire, recurso ciertamente popular por esa época en el medio, como una forma de atraer espectadores.
En los primeros meses —fines de 1996—, eran habitués diarias Samantha Farjat, Natalia Denegri y en menor medida Julieta Lavalle. En algunas emisiones compartían el estudio desde artistas como Adriana Aguirre o el "Facha" Martel, pasando por políticos y abogados, hasta travestis o personajes de la noche porteña, como Jacobo Winograd. Muchos lograron celebridad a partir de este programa y en los años posteriores participaron de otros similares.
Ese mismo año, también por América TV, realizó Fenómeno real, ciclo nocturno dedicado a mostrar curiosidades y donde Viale entrevistaba a diversas figuras.
Mediodía... fue el programa más visto de América TV en la temporada 1997; pero en marzo de 1998 Viale y el canal decidieron discontinuarlo, aunque el conductor siguió en la emisora con Impacto a las 7, ciclo que venía haciendo desde el año anterior, en este caso informativo y matinal. En noviembre del mismo año regresó a ATC, donde realizó Despertate con Mauro Viale, a la mañana; Cámaras, a la tarde; Detrás de la historia, este último con libretos de Hugo Moser, y a la noche Polémica en el fútbol.
Como amigo cercano de Carlos Menem, el ocaso del menemismo significó una pérdida de audiencia y de espacios. A fines de 1999 y luego de tres décadas en ATC, fue despedido por el nuevo interventor, Juan Carlos Abarca, nombrado por el nuevo Gobierno de Fernando de la Rúa, por lo que entabló un juicio laboral por despido contra la emisora, pero no lo ganó.
En los años siguientes, realizó diversos programas, tanto en aire como en cable, conservando su estilo aunque más moderado y con sus invitados y panelistas muchas veces abogados, como los doctores Ferrari, Marcelo Biondi, Mazzeo, Adrián Tenca, Vera, Raúl  D'Amato, Wiater, Minces, Leonardo Martínez, entre otros, y sin la repercusión que alcanzó en la década de 1990.

## Programas
- La mañana (ATC, 1991-1995)
- La tarde (ATC, 1993-1994)
- Anochecer (ATC, 1993-1994)
- Mauro quiere hablar contigo (ATC, 1995)
- Mediodía con Mauro (ATC, 1996; América TV, 1997-1998; Canal 26, 2000-2001/2009 y Canal 9, 2002-2003)
- Fenómeno real (América TV, 1997)
- Impacto a las 7 (América TV, 1997-1998)
- Despertate con Mauro (ATC, 1998-1999)
- M. V. (ATC, 1999)
- Polémica en el fútbol (ATC, 1999)
- Foul (América Sports, 1999)
- Impacto a las 12 (América TV, 2001-2002)
- Indomables (América TV, 2002)
- Implacables (Canal 9, 2002-2003)
- Fiebre de Mauro por la noche (Canal 9, 2003)
- El diario de la tarde (América TV, 2004)
- El diario de la tarde: Edición Extra (América TV, 2004)
- Mauro de remate (América TV, 2004)
- Edición extra: deportes (América TV, 2005)
- Historias impactantes (ATC 1998, Canal 26, 2006-2009)
- Los especiales de Mauro Viale (América TV, 2010)
- Político (A24, 2010-2012)
- Mauro Viale 120 (América TV, 2011)
- Mauro 360° (América TV y A24, 2012-2013)
- Mauro, la pura verdad (América TV, 2013-2021)[8]
- A24 a las 18 (A24, 2014-2016), con Lucio Di Matteo, Liliana Caruso, Mariano Oliveros y Andy Flores
- La era de los Mauricios (Radio Splendid, 2016-2021), con Andy Flores, Hernán Soto y Maiu Arana
- Polémica en el bar (América TV, 2017-2021), con Mariano Iúdica, Chiche Gelblung y Gastón Recondo[9]
- Más que noticias (A24, 2017-2021)[10]

### Otros medios
Paralelamente a su labor televisiva, Viale se desempeñó en medios gráficos, radiales y digitales.
Entre 2000 y 2001, dirigió el semanario Hablar, de interés general.
En la radio también desarrolló fútbol y periodismo. Uno de sus últimos trabajos fue entre 2008 y 2011 en Radio Rivadavia, donde fue gerente de noticias y realizó el programa matinal Ahí, donde está el silencio, luego llamado Político. En 2015 retomó la conducción del espacio matinal de dicha radio.[cita requerida]
Asimismo, fue la figura mediática del portal de noticias infoexclusivo.com.ar, donde tuvo un espacio titulado Capote: Periodismo novelado.[cita requerida]

## Escándalos
En esta nueva etapa, no estuvo exento de algunos escándalos:
- El 10 de enero de 2002, mientras conducía Impacto a las 12, Mauro Viale protagonizó una pelea en vivo contra el empresario de la carne Alberto Samid, quien insistía en que el conductor dijese su nombre original.[11][12][13] Viale lo acusó de haber avalado el atentado a la AMIA.[11][12][13] Samid, molesto, negó la acusación y le exigió a Viale que se retractara. El conductor se negó y Samid le propinó un puñetazo en la cara,[11][12][13] provocando una pelea entre ambos que terminó en la calle.[14]

- En septiembre del mismo año, pasó a Canal 9, como parte de la nueva programación de esa emisora en manos de Daniel Hadad. En ocasión del secuestro del padre del actor Pablo Echarri, ocurrido al mes siguiente, Viale hizo una cobertura del caso que fue calificada de amarillista, ya que atendió en vivo una llamada por celular actuando como si conversara con los secuestradores e hizo un gesto de aflicción, insinuando a su público que la víctima había sido asesinada. Posteriormente, en mayo de 2012, Pablo Echarri fue entrevistado para el programa Mauro 360° y cuando le preguntaron si veía el programa conducido por Viale, el actor ironizó sobre la manera poco seria que tuvo el periodista de cubrir el secuestro de su padre, afirmando que no quería ver el programa de Mauro porque ya había visto suficiente de él. Eso enfadó visiblemente a Mauro Viale de forma tal que, empezó a criticar a Echarri, respondiéndole que es «un actor de cuarta categoría».[15]

- El 8 de mayo de 2010, se enfrentó con Hugo Guerrero Marthineitz en plena calle, a pocos metros de la emisora Radio Rivadavia,[16] por una supuesta deuda salarial que este le reclamaba a Viale, quien lo había contratado como columnista pese a que el reconocido conductor nacido peruano ya no se encontraba bien de salud y falleció tres meses después.

- En septiembre de 2014, Mauro Viale entrevistó a Gastón Aguirre, el Motochorro que un mes antes cruzó en su motocicleta a un turista canadiense para robarle su mochila a mano armada. Pero el asalto se vio frustrado y el turista logró escapar. Las declaraciones de Aguirre causaron mucha indignación en el público argentino, ya que el delincuente se pasó toda la entrevista justificando su delito, alegando entre otras cosas que intentó robarle al turista porque quería dinero para el cumpleaños de su hijo,[17] también argumentó que el arma que usó para amenazar a su víctima generalmente la usaba para defender su casa y que no pretendía dispararle[17] e incluso acusó a su víctima de querer ganar fama por subir a Youtube el video del asalto que grabó desde su casco.[17]

## Vida privada
Contrajo matrimonio en 1971 con Leonor Scwadron, tuvieron dos hijos: Ivana, que es psicóloga, y Jonatan, politólogo y periodista.

## Fallecimiento
El 8 de abril de 2021, fue vacunado con la primera dosis contra el COVID-19; sin embargo, dos días después, el 10 de abril, fue ingresado en el sanatorio Los Arcos, en el barrio porteño de Palermo, a causa de una neumonía bilateral y síntomas de COVID-19, enfermedad en la que dio positivo tras realizarle las pruebas. Si bien en un principio estuvo en terapia intensiva, sus allegados afirmaron que pasaba a sala común al poco tiempo. Pero sufrió una descompensación cardíaca y falleció el 11 de abril a los 73 años.
Políticos, dirigentes y figuras de la comunicación expresaron por redes sociales su pesar por el fallecimiento.